# Gieorgij Okorokow
Gieorgij Trofimowicz Okorokow (ros. Георгий Трофимович Окороков ;ur. 14 grudnia 1996) – rosyjski, a od 2022 roku australijski zapaśnik walczący w stylu wolnym. Olimpijczyk z Paryża 2024, gdzie zajął dziesiąte miejsce w kategorii do 65 kg. Dziesiąty na mistrzostwach świata w 2022 roku. 
Złoty medalista mistrzostw Oceanii w 2023 i 2024. Mistrz Europy juniorów w 2016 roku.